# جورامي
الجورامي (الاسم العلمي: Osphronemus) هو جنس من الأسماك يتبع الفصيلة الجورامية من رتبة الفرخيات.

## أنواع الجورامي
- جورامي أذن الفيل (الاسم العلمي:Osphronemus exodon )
- جورامي عملاق (الاسم العلمي:Osphronemus goramy )
- جورامي عملاق أحمر الذيل (الاسم العلمي:Osphronemus laticlavius )
- جورامي سباعي الخطوط (الاسم العلمي:Osphronemus septemfasciatus )